# 庄垣内正弘
庄垣内 正弘（しょうがいと まさひろ、1942年4月17日 - 2014年3月23日）は、日本の言語学者。京都大学名誉教授。専門はウイグル語などのチュルク語研究。

## 経歴
広島県呉市出身。大阪外国語大学卒業、京都大学大学院博士課程中退、1974年に京都大学文学部助手、1980年に神戸市外国語大学助教授、1984年教授、1994年「古代ウイグル文阿毘達磨倶舎論実義疏の研究」で京都大学より文学博士の学位を取得。1996年、京都大学大学院文学研究科教授、2006年に定年退官、名誉教授、京都産業大学客員教授（～2012年3月）。
2003年から2006年まで日本言語学会会長を務めた。ベルリン自由大学客員教授 (Mercator Professor (DFG))。2011年に日本学士院賞受賞。
2014年3月23日午前4時12分、空腸癌のため大阪市内の病院で死去。71歳没。

## 著書
- ウイグル語・ウイグル語文献の研究 1-3 神戸市外国語大学外国学研究所 1982年-1989年
- 古代ウイグル文阿毘達磨倶舎論実義疏の研究 1-3 松香堂 1991年-1993年
- ウイグル文dasakarmapathavadanamalaの研究 サンクトペテルブルク所蔵『十業道物語』トゥグーシェワ・リリヤ、藤代節共著 松香堂 1998年2月
- ロシア所蔵ウイグル語文献の研究 ウイグル文字表記漢文とウイグル語仏典テキスト 京都大学大学院文学研究科 2003年3月（ユーラシア古語文献研究叢書）
- ウイグル文アビダルマ論書の文獻學的研究 松香堂 2008年2月